# Кетрін Зета-Джонс
Ке́трін Зе́та-Джонс (англ. Catherine Zeta-Jones; нар. 25 вересня 1969) — валлійська акторка. Відома своєю універсальністю, вона є лауреаткою різноманітних нагород, у тому числі премії «Оскар», премії Британської кіноакадемії та премії «Тоні». У 2010 році призначена командором Ордена Британської імперії за гуманітарну та кінематографічну діяльність.
Народилася та виросла в Суонсі, змалку мріяла стати акторкою. У дитинстві зіграла ролі в мюзиклах «Енні» та «Багсі Мелоун» у Вест-Енді. Вивчала музичний театр у Освітніх школах мистецтв у Лондоні та зробила прорив на сцені, виконавши головну роль у постановці 1987 року «42-а вулиця». На екрані дебютувала в невдалому франко-італійському фільмі «1001 ніч», а потім досягла більшого успіху роллю в британському телесеріалі «Любі травневі бруньки». Зета-Джонс переїхала до Лос-Анджелеса, оскільки їй не подобалось, що в британських фільмах її показували як стереотипну красуню. Вона зарекомендувала себе в Голлівуді завдяки ролям, які підкреслили її сексуальну привабливість, наприклад, у бойовику «Маска Зорро» та пригодницькому фільмі «Пастка».
Зета-Джонс отримала визнання критики за свої ролі мстивої вагітної жінки у фільмі «Трафік» і вбивчої співачки в мюзиклі «Чикаго». За «Чикаго» отримала «Оскар» за найкращу жіночу роль другого плану. Протягом більшої частини десятиліття вона знімалася в гучних фільмах, зокрема чорну комедію «Нестерпна жорстокість», «Дванадцять друзів Оушена», комедію «Термінал» і романтичну комедію «Смак життя». Ролі меншого масштабу супроводжувалися зменшенням робочого навантаження, під час якого вона повернулася на сцену й зіграла літню акторку в бродвейській постановці «Маленька нічна музика», вигравши премію «Тоні». У наступні десятиліття Зета-Джонс працювала з перервами, знявшись у фільмах «Побічна дія», «РЕД 2» і «Татова армія». Вона зіграла ролі другого плану на телебаченні у серіалі «Ворожнеча» та Мортісію Аддамс у серіалі «Венздей».
Крім акторської діяльності, Зета-Джонс є спонсоркою бренду та підтримує різні благодійні фонди. Її боротьба з депресією та біполярним розладом II типу була добре задокументована ЗМІ. Вона одружена з актором Майклом Дугласом, від якого має двох дітей.

## Життєпис
Народилася 25 вересня 1969 у місті Суонсі, Уельс. У дитинстві брала участь в аматорських театральних постановках, у 14 років запрошена на прослуховування для участі в телешоу.
У 1987 дебютувала в Лондоні в мюзиклі «42-та вулиця». Через рік їй запропонували роль Шахерезади у фільмі Філіпа де Брока «1001 ніч». У 1991 році знялася у телевізійному серіалі «Милі бутони травня», що приніс їй ще більшу популярність.
Подальша кар'єра акторки стрімко розвивалася в Голлівуді. У 2003 Зета-Джонс отримала «Оскар» та премію БАФТА за роль другого плану в мюзиклі «Чикаго». В рідному Уельсі заснувала власну кінокомпанію «Мілквуд філмз». Одна з помітних робіт акторки — роль у фільмі «Легенда Зорро» (2005) з Антоніо Бандерасом.
Одружена з голлівудським актором Майклом Дугласом. Римо-католичка. Має двох дітей — сина Ділана Майкла Дугласа (2000) і дочку Керіс Зету Дуглас (2003). Чоловік народився того ж дня — 25 вересня, але на 25 років раніше.

## Фільмографія
| Рік       |    | Українська назва                     | Оригінальна назва                   | Роль                 |
| --------- | -- | ------------------------------------ | ----------------------------------- | -------------------- |
| 1990      | ф  | Тисяча і одна ніч                    | Les 1001 nuits                      | Шехеразада           |
| 1991      | с  |                                      | The Play on One                     | Гірсті               |
| 1991—1993 | с  | Ніжні травневі квіти                 | The Darling Buds of May             | Марієтта             |
| 1992      | с  | Любов з першого погляду              | Coup de foudre                      |                      |
| 1992      | ф  | Христофор Колумб: Завоювання Америки | Christopher Columbus: The Discovery | Беатріс              |
| 1993      | ф  | Переплутані спадкоємці               | Splitting Heirs                     | Кітті                |
| 1993      | с  | Хроніки молодого Індіани Джонса      | The Young Indiana Jones Chronicles  | Мая                  |
| 1994      | тф | Лінія долі                           | The Cinder Path                     | Вікторія Чапман      |
| 1994      | тф | Повернення додому                    | The Return of the Native            | Євстасія             |
| 1995      | ф  | Синій сік                            | Blue Juice                          | Хлоя                 |
| 1996      | тф | Катерина Велика                      | Catherine the Great                 | Катерина II          |
| 1996      | ф  | Фантом                               | The Phantom                         | Сала                 |
| 1996      | ф  | Титанік                              | Titanic                             | Ізабелла Парадайн    |
| 1998      | ф  | Маска Зорро                          | The Mask of Zorro                   | Єлена                |
| 1999      | ф  | Пастка                               | Entrapment                          | Вірджинія Бейкер     |
| 1999      | ф  | Привид будинку на пагорбі            | The Haunting                        | Тео                  |
| 2000      | ф  | Фанатик                              | High Fidelity                       | Чарлі Ніколсон       |
| 2000      | ф  | Трафік                               | Traffic                             | Гелена Аяла          |
| 2001      | ф  | Улюбленці Америки                    | America's Sweethearts               | Гвен Гаррісон        |
| 2002      | ф  | Чикаго                               | Chicago                             | Велма Келлі          |
| 2003      | мф | Синдбад: Легенда семи морів          | Sinbad: Legend of the Seven Seas    | Марина               |
| 2003      | мф | Синдбад та острів циклопів           | Sinbad and the Cyclops Island       | Марина               |
| 2003      | ф  | Нестерпна жорстокість                | Intolerable Cruelty                 | Мерилін              |
| 2004      | ф  | Термінал                             | The Terminal                        | Амелія Варрен        |
| 2004      | ф  | Дванадцять друзів Оушена             | Ocean's Twelve                      | Ізабель Лахайрі      |
| 2005      | ф  | Легенда Зорро                        | The Legend of Zorro                 | Єлена де ла Вега     |
| 2005      | с  | Суботнього вечора в прямому ефірі    | Saturday Night Live                 | себе (привид)        |
| 2007      | ф  | Смак життя                           | No Reservations                     | Кейт                 |
| 2007      | ф  | Смертельний номер                    | Death Defying Acts                  | Марія Макгарві       |
| 2009      | ф  | Нянька за викликом                   | The Rebound                         | Сенді                |
| 2012      | ф  | Фортуна Вегаса                       | Lay the Favorite                    | Туліп                |
| 2012      | ф  | Рок на віки                          | Rock of Ages                        | Патрісія Вітмор      |
| 2012      | ф  | Чоловік нарозхват                    | Playing for Keeps                   | Деніс                |
| 2013      | ф  | Гниле місто                          | Broken City                         | Кетлін Гостетлер     |
| 2013      | ф  | Побічна дія                          | Side Effects                        | Вікторія Сіберт      |
| 2013      | ф  | Ред 2                                | Red 2                               | Катя Петроковіч      |
| 2014      | с  | Джиммі Кіммел у прямому ефірі        | Jimmy Kimmel Live!                  | Зубна фея            |
| 2016      | ф  | Таткова армія                        | Dad's Army                          | Роза Вінтерс         |
| 2017      | с  | Ворожнеча                            | Feud: Bette and Joan                | Олівія де Гевіленд   |
| 2018      | тф | Хрещена мати кокаїну                 | Cocaine Godmother                   | Гризельда Бланко     |
| 2018—2019 | с  | Королева Америки                     | Queen America                       | Вікі Елліс           |
| 2021      | с  | Блудний син                          | Prodigal Son                        | доктор Вівіан Кепшоу |
| 2022—2025 | с  | Венздей                              | Wednesday                           | Мортісія Аддамс      |

## Нагороди
Фільми Зети-Джонс, які зібрали найбільшу касу в прокаті, станом на 2016 рік:
- «Маска Зорро»
- «Пастка»
- «Привид будинку на пагорбі»
- «Трафік»
- «Кохані Америки»[en]
- «Чикаго»
- «Нестерпна жорстокість»
- «Дванадцять друзів Оушена»
- «Термінал»
- «Смак життя»
- «РЕД 2»

За роль у фільмі «Чикаго» Зету-Джонс нагородили премією «Оскар», премією Гільдії кіноакторів США та премією BAFTA за найкращу жіночу роль другого плану. Вона отримала дві номінації на премію «Золотий глобус»: «Найкраща акторка другого плану» у фільмі «Трафік» та «Найкраща акторка в комедії чи мюзиклі». За головну роль у бродвейській виставі «Маленька нічна музика» у 2009 році Зету-Джонс нагородили премією «Тоні» за найкращу жіночу роль у мюзиклі.